# Oksen Mirzojan
Oksen Mirzojan (orm. Օքսեն Միրզոյան, ur. 11 czerwca 1961 w Angeghakot) – ormiański sztangista reprezentujący ZSRR, złoty medalista olimpijski i pięciokrotny medalista mistrzostw świata.

## Kariera
Pierwszy sukces w karierze osiągnął w 1982 roku, kiedy podczas mistrzostw świata w Lublanie zdobył srebrny medal w wadze koguciej. Wyprzedził go tylko Anton Kodżabaszew z Bułgarii. Wynik ten powtórzył na rozgrywanych trzy lata później mistrzostwach świata w Södertälje, przegrywając z kolejnym Bułgarem, Neno Terzijskim. W międzyczasie wywalczył złoty medal na mistrzostwach świata w Moskwie, wyprzedzając Naima Sulejmanowa z Bułgarii i Andreasa Letza z NRD. Następnie zdobywał brązowe medale na mistrzostwach świata w Sofii (1986) i mistrzostwach świata w Ostrawie (1987), odpowiednio w wadze koguciej i piórkowej. Ostatni sukces osiągnął w 1988 roku, zwyciężając w wadze koguciej podczas igrzysk olimpijskich w Seulu. Wynikiem 292,5 ustanowił tam nowy rekord olimpijski.
Był mistrzem Europy w 1983 roku oraz srebrnym medalistą kontynentalnego czempionatu w latach 1982, 1985 i 1986. Czterokrotnie zdobywał tytuły mistrza ZSRR (1982, 1983, 1988 i 1991). Pobił dwanaście oficjalnych rekordów świata.
Karierę sportową zakończył wkrótce po rozpadzie ZSRR. W latach 1998–2004 był prezesem federacji podnoszenia ciężarów w Armenii. Pracował także jako trener.
Jego syn, Arakel Mirzojan, również został sztangistą.